# 袁煕
袁 煕（えん き、? - 建安12年（207年）9月）は、中国後漢時代末期の武将。字は『三国志』魏書袁紹伝では顕奕、『後漢書』袁紹伝では顕雍。豫州汝南郡汝陽県（現在の河南省周口市商水県）の人。父は袁紹。母は不明。兄は袁譚。弟は袁尚。従兄弟は高幹。一族は袁買。

## 正史の事跡
建安年間（恐らくは公孫瓚が滅亡した建安4年（199年））に、袁煕は幽州刺史に任じられている。袁煕が任地に向かう一方で、その妻の甄氏（後の魏の文昭皇后）は鄴に残って姑を世話していた。
建安7年（202年）、袁紹が後継者を定めないまま病没すると、兄と弟がそれぞれ後継を表明した。家臣団の支持が喰い違い、袁氏の勢力は二分されることになってしまった。しかし実子であるにもかかわらず、袁煕がこの争いに積極的に加わったとされる記載は無い。
建安9年（204年）、弟が曹操および兄に敗れると、これまで曹操と敵対していなかったにもかかわらず、袁煕はあえて弟を管轄地の故安に迎え入れて助けた。この行動は幽州の豪族に反感を抱かれ、結果的に焦触・張南ら多くの離反を招いてしまう。袁煕は弟とともに遼西の烏桓の大人（単于）楼班を頼って逃れた。建安12年（207年）、遼西に進軍してきた曹操を、袁煕・袁尚は烏桓王蹋頓（楼班の族兄）らと柳城で迎撃した（白狼山の戦い）。しかし再び敗れ、最後は遼東の公孫康を頼って落ち延びた。
曹操を恐れた公孫康は、袁煕・袁尚を斬って曹操への手土産にしようと企み、2人を偽って歓迎した。これに袁煕は疑いを抱いた。しかし、むしろ公孫康の軍を奪い取ろうと考えていた弟の強弁もあり、ともに公孫康の下に向かった。結果、やはり2人は公孫康の騙し討ちにより殺害され、その首級を曹操のもとへ送られることになった。なお、『三国志』魏書袁紹伝（付、袁譚・袁尚伝）注に引く『典略』によれば、処刑直前に袁尚が寒がって筵を求めたが、すでに覚悟を決めていた袁煕は「首級が万里の旅に出るのに、なぜ今さら筵がいるのか」と弟をたしなめたとされる。
袁煕自身が殺害された後、その子孫は生き延びて袁氏の命脈を伝え、唐代において宰相袁恕己を輩出している。

## 曹叡の実父説
魏の曹丕（文帝）と、曹丕が袁煕から略奪して妻に迎えた甄氏の子である曹叡（明帝）は、景初3年（239年）に36歳で死亡したと『三国志』明帝紀に記されており、逆算すると生年が建安9年（204年）となることから、『三国志集解』の著者盧弼は、曹叡が曹丕から特に冷遇されたことなども傍証に挙げて、曹叡の父は曹丕ではなく、袁煕ではないかと主張している。
只そうなると、冀州で姑に仕える嫁と幽州に単身赴任の夫との間で如何すると子供が為せるのか、と謂う疑問が生ずる。また、36は38の誤記(三十八→三六)とする説もあり、その場合生年は建安7年(202年)となる。
一般には『三国志』明帝紀の享年が誤りだと解釈されており、例えば『三国志』の注釈者裴松之は曹叡の享年は34が正しいと主張している。この場合、曹叡の父は曹丕で問題ないことになる。

## 物語中の袁煕
小説『三国志演義』では、字を顕奕と設定されている。父からは柔弱で物にならないと評されているが、官渡の戦いでは敗れた父を救うため、幽州の軍を率いて現れる。しかし倉亭の戦いで曹操軍に敗北し、高幹とともに矢傷を負う。袁紹死後の展開は、史実とほぼ同様である。

## 配下
| - 韓珩 - 焦触 - 張南 |